# Íñigo Errejón
Íñigo Errejón Galván (Madrid, 14 dicembre 1983) è un politologo e politico spagnolo, fra i fondatori nel 2014 di Podemos, di cui è stato segretario politico e portavoce; è deputato presso il Congresso dei deputati spagnolo.

## Biografia
In gioventù è stato scout. Laureato in scienze politiche all'Università Complutense di Madrid nel 2006, partecipa a vari movimenti di sinistra anti-capitalisti e lavora come cooperante in Venezuela.
Nel 2014 fonda con Pablo Iglesias il partito Podemos, con il quale viene eletto deputato nel 2015. Se ne separa nel 2019, dopo il fallimento delle trattative PSOE-UP per la formazione del governo. Alle elezioni generali del novembre 2019 presenta la lista Mas Pais in cui confluiscono ex membri di Unidas Podemos.
Il 24 ottobre 2024 Errejón annuncia il suo abbandono della politica istituzionale, lasciando anche il suo posto al Congresso e tutte le sue responsabilità politiche. Questo annuncio fa seguito a un'accusa anonima fatta due giorni prima sull'account Instagram della giornalista Cristina Fallarás, in cui il deputato veniva accusato di aver commesso atti di violenza sessista con varie donne.

## Controversie
Errejón è stato più volte criticato per il suo sostegno al regime autoritario di Hugo Chavez e Nicolas Maduro in Venezuela (Paese da lui definito "la mia patria adottiva"). Secondo il quotidiano spagnolo ABC Errejón e Iglesias avrebbero ricevuto finanziamenti dal regime chavista per la fondazione del partito.
In un'intervista del novembre 2013 al quotidiano venezuelano chavista Correo del Orinoco Errejón ha affermato che le lunghe code che i cittadini venezuelani dovevano affrontare per rifornirsi dei beni di prima necessità fossero dovute alla grande quantità di denaro da loro posseduta, che gli permetterebbe di acquistare un gran numero di beni; sempre nella stessa intervista Errejón ha affermato che le code sono dovute al fatto che i venezuelani amano socializzare. Il quotidiano spagnolo La Gaceta ha definito le affermazioni di Errejón "assurde".
Nel 2018, tuttavia, Errejón ha modificato le sue posizioni, affermando in un'intervista a Vanity Fair che "il Venezuela è un disastro e ovviamente non è un modello che voglio imitare per la Spagna".